# エフゲニー・プルシェンコ
エフゲニー・ヴィクトロヴィチ・プルシェンコ（ロシア語: Евге́ний Ви́кторович Плю́щенко  発音  英語: Evgeni Viktorovich Plushenko、 ロシア語ラテン翻字: Yevgeniy Viktorovich Plyushchenko、1982年11月3日 - ）は、ロシアの元フィギュアスケート選手（男子シングル）、プロフィギュアスケーター、フィギュアスケートコーチ、元政治家（サンクトペテルブルク立法議員）、軍人（ロシア連邦軍）。
2006年トリノオリンピック金メダリスト。2002年ソルトレークシティオリンピック・2010年バンクーバーオリンピック銀メダリスト。世界選手権優勝3回。2014年ソチオリンピック団体戦 金メダル。欧州選手権優勝7回。グランプリファイナル優勝4回。グランプリシリーズ通算22勝。ロシア連邦功労スポーツマスター。ロシア人名愛称ではジェーニャ（Женя）。名字はPLUSHENKOの他にPLYUSHCHENKOと表記されることもあり、オリンピックの際にはどちらも使われている。旧採点、新採点の両方でオリンピックメダルを手に入れた唯一の男子フィギュアスケート選手である。

## 競技歴

### 幼少期
両親が出稼ぎをしていたハバロフスク地方の病院で誕生。父親のヴィクトールはウクライナのドネツィク生まれ、母親のタチアナはボルゴグラード生まれ。プルシェンコが2歳の時にボルゴグラードに移住した。
1987年2月25日、4歳の時に母の友人の娘がやらないからという事でスケート靴を譲り受けてフィギュアスケートを習い始める。7歳のときサマーラで行われた全ソビエト規模のノービス競技会クリスタルスケート で初優勝。競争相手は全員10 - 11歳の少年たちで、最年少での優勝だった。11歳の時にリンクが閉鎖され前のコーチのミハイル・マコヴィーエフの紹介でアレクセイ・ミーシンに見出され、単身でサンクトペテルブルクへ移住。後に母親など家族も移住する。
プルシェンコはこの幼少期の経歴ゆえソビエトシステムの最後の遺産とも言われる。ソビエト連邦など社会主義国では、オリンピックは共産主義の優位性を西側諸国に示す場として、プロパガンダに利用された。ソ連各地から選ばれた素質ある子供たちは、時に幼い頃から家族と離され、必要な全てを国から与えられ、優秀な指導陣のもと英才教育を施された。しかしこのシステムは1991年末のソビエト連邦の崩壊によって瓦解。当時のロシア経済は混乱を極め給料の遅配も相次いだため、指導陣は転職ないし海外で働くことを余儀なくされた。また経営が立ちゆかなくなった訓練施設は次々売却されるなどした。プルシェンコやマキシム・マリニンらが所属していたヴォルゴグラードのリンクも、1993年に自動車ディーラーに売却され閉鎖された。2006年のトリノ五輪に出場した選手団がこのソビエト時代のスポーツ英才児教育で発掘された最後の世代であり、彼らが五輪後に第一線から退いたことが、トリノ五輪後のロシアの国際大会での成績低迷の原因とされている。

### ジュニア時代
当時ミーシンのグループは1994年リレハンメルオリンピックで金メダリストとなるアレクセイ・ウルマノフや、のちに激しいライバル対決を繰り広げる事になるアレクセイ・ヤグディンも所属しているエリート集団だった。グループに加わった当初こそミーシンの関心も低かったもののここでも頭角を現しミーシンの関心を獲得。13歳になるとシニアの大会にも参加するようになる。
初出場した1996年世界ジュニア選手権 では出場選手中最年少で6位入賞。翌年の1997年世界ジュニア選手権 では14歳で優勝を成し遂げた。

### ソルトレーク五輪(1998 - 2002)まで
1997/1998シーズンからシニアの大会に本格参戦。ISUグランプリシリーズのスケートアメリカとロシア杯、また欧州選手権でも初出場で2位になるなど大健闘。1998年長野オリンピック金メダリストイリヤ・クーリックの棄権により急遽初出場することとなった1998年世界選手権では、15歳にして3位表彰台にのぼり華々しいデビューを飾った。
1998/1999シーズンからは主要な競技会で優勝を重ねるようになり、1999年世界選手権では前年度より1つ順位を上げ2位になる。
1999/2000シーズンは欧州選手権まですべて優勝、ロシア選手権と欧州選手権で当時の世界王者ヤグディン相手に2連勝を果たした。だが、優勝候補の筆頭に挙げられて臨んだ世界選手権ではフリーで大崩れし、まさかの4位に終わった。
翌2001年世界選手権では前回王者のヤグディンを抑え初優勝、その他のタイトルも総なめにした。
勢いはこのまま続くかと思われたが、2001/2002シーズンのグランプリファイナルでヤグディンに敗北すると、これに危機感を抱いたプルシェンコチームは急遽フリープログラムをビゼーのカルメンに変更。約1ヵ月後に迫った2002年ソルトレークシティオリンピックのため猛練習を重ねプログラムを完成させる。しかしプルシェンコはこの練習により右足首を負傷した。迎えたオリンピック本番ではショートプログラム冒頭の4回転トウループで「まさかの」転倒、4位でフリースケーティングに臨むこととなった。自力優勝の可能性が消え背水の陣で臨んだフリーでは、4回転トウループ - 3回転トウループ - 3回転ループという超高難易度のコンビネーションジャンプに挑戦（3つ目のループはステップアウト）、また3回転アクセル -ハーフループ- 3回転フリップというこちらも超高難易度のシークエンスジャンプを成功させるなどして追い上げ2位に浮上、銀メダルに輝く。直後の2002年世界選手権は右足首の怪我の悪化を理由に欠場した。

### トリノ五輪(2002 - 2006年)まで

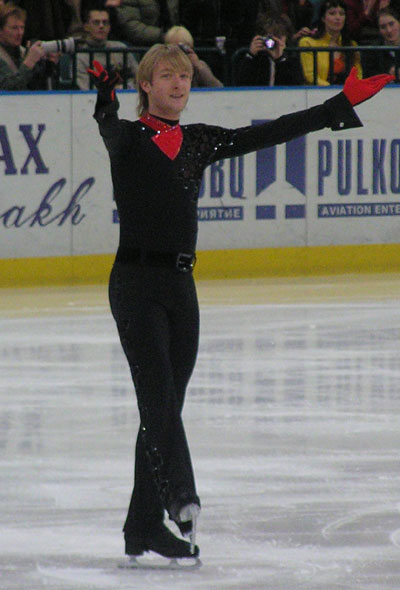
2005年ロシア選手権のプルシェンコ

2003年に常に表彰台の1位と2位を争っていたライバルのヤグディンが引退すると、2003年世界選手権、2004年世界選手権を2連覇。独走態勢に入る。ただし2003年のグランプリファイナルでは、当時のルール下は2回までと決められていたコンビネーションジャンプを3回飛ぶという回数制限違反を犯し、まさかの準優勝となった。
2003年夏に出演した日本のアイスショーで氷の溝にはまり半月板を損傷して以来、故障に悩まされてきたが、自国開催の2005年世界選手権では、ショートプログラムを終えた後かねてより痛めていた股関節の状態も悪化したため棄権。その後ドイツで鼠径ヘルニアの手術を受ける。これ以後、デビュー以来プルシェンコのトレードマークとなっていたビールマンスピンは封印された。
万全とは言えない体調で迎えた2006年トリノオリンピックでは、ショートプログラムで90点台をマークし、2位に10点以上の差をつけ首位に立った。フリースケーティングでも4回転トウループ - 3回転トウループ - 2回転ループを始めとする殆どの技を成功させ、出場選手の中でただ一人160点台をマーク。総合得点で2位に30点近い大差をつけるなど、圧倒的な実力で金メダルを獲得した。

### 休養(2006 - 2008年)
2006/2007シーズンは競技には出場せず休養することを宣言。この年からアイスショーを活動の中心に移す。
2007/2008シーズンには競技への復帰を発表し、2007年7月にドイツで以前から痛めていた左膝の半月板の手術を受けた。11月からはコーチのミーシンらと本格的な訓練を開始したが、術後の経過が思わしくなかったためこのシーズンの復帰は断念。ショーを中心に活動した。
2008年夏には再手術が予定されていたが、血液循環の治療が一定の効果を上げた事と、復帰がずれ込むことを危惧したため回避。6月から8月までミーシンチームのサマーキャンプに帯同し、フィジカルトレーニングを中心に最新の採点基準に合わせた技術習得に励んだ。8月にはロシアスケート連盟のテストスケートに臨んだが、古傷の悪化で再びドイツで治療を受けこの年の復帰は断念した。
2009年春から議員やプロスケーターとしての予定を整理。アマチュアアスリートの生活に戻り、1日に2回の氷上練習と1回のフィジカルトレーニングを再開。夏には恒例のミーシンのサマーキャンプとロシア代表のテストスケートにも参加。

### 復帰戦 - バンクーバー五輪(2009 - 2010年)

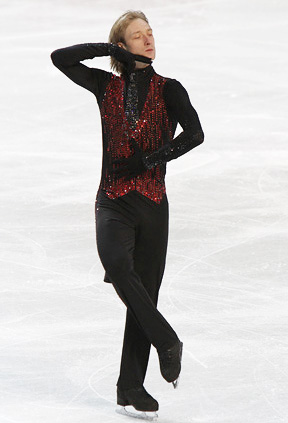
2010年欧州選手権のプルシェンコ

2009年9月9日、サンクトペテルブルクフィギュアスケートアカデミーで開催された、サンクトペテルブルク杯第一試合に出場。ISU非公認の小さな国内地方試合での参考記録ながら、ショートプログラムで95.05点、フリースケーティングでは164.09点、総合259.14点をたたき出し、アマチュア競技に復帰。
10月22日からモスクワのメガスポルトで開催された2009年ロステレコム杯では、ショートプログラムで必須要素の「ステップからの3回転」を2回転にするミスのため82.25点、しかしフリースケーティングでは大きなミスもなく158.40点を獲得、総合240.65点で優勝。
12月24日からサンクトペテルブルクで開催された2010年ロシア選手権でも、同月上旬に膝の古傷を再発させ一時は引退を考えたほどの状態でありながら、ショートプログラムで100.09点、フリースケーティングで171.5点、総合271.59点（ISU非公認試合ゆえ参考記録）で優勝。
2010年1月の2010年ヨーロッパフィギュアスケート選手権ではショートプログラム91.30点で自身の持つ世界最高得点を更新、フリースケーティグ164.36点、総合255.39点で2位のステファン・ランビエールに16.85点もの点差をつけ6回目の優勝。
2010年2月のバンクーバーオリンピックでは、ショートプログラムで90.85点を獲得し首位に立ち、続くフリースケーティングでもマイナスが付いたのはトリプルアクセルのみという2009/2010シーズンで最もクリーンな演技内容を見せたが、アメリカのエヴァン・ライサチェクに1.86点の逆転を許す。これによって総合256.36点を獲得、1位のライサチェクとはわずか1.31点の鼻差で、銀メダルに終わった。
2010年初夏にはドイツで競技続行のためアキレス腱付近に出来たのう胞の除去と左膝の半月板清掃という2つの手術を予定していた。5月上旬に医師と面談を行い、のう胞は注射針で体液を抜き、両膝はこれまでと同様に関節内への注射で対処、そのほかに脊椎の神経を特殊な針で焼く治療法を採用。

#### バンクーバー五輪での抗議
バンクーバー五輪で首位に立ったショートプログラムの直後に、演技構成点のトランジション（つなぎ部分）の項目で他の6人のジャッジと比べて極端に低い点数をつけた3人のジャッジがいることに抗議するようロシアスケート連盟に訴えた。このときトランジションの項目では9名の審判の内、6名が7.5 - 8.75の点数を付けているのに対し、3名は5.0 - 6.0と上位選手ではみることが稀な低得点を付けている。しかし、ロシアスケート連盟はこれに抗議はしないと決定。
これは五輪前のジャッジのメールミーティングでアメリカ人ジャッジのジョゼフ・インマンが「『自分達はトランジッションのことはあまり考えていない』と自らトランジッションが無いことを認めている選手がいるが、こういう場合、我々ジャッジはどう判断すればいいんだろう？」という話題を出していたことを、欧州メディアが「北米によるロビー活動だ」と報じスキャンダル化したことに起因している。
プルシェンコはショートプログラムで出場選手中唯一4回転トウループ-3回転トウループを成功させ、その他全ての要素も成功またはレベル3以上でそろえたが、3回転までの構成にした2位以下の選手たちとの差はわずかだった。続くフリーでも4回転トウループ-3回転トウループを成功させ、ショート同様スピン、ステップでもレベル3以上を獲得し2位となった。
プルシェンコはこの結果、特にショートプログラムでの点差に関し「自分のショートプログラムは完璧だった」「このわだかまりは一生消えない」「ソルトレークシティオリンピックを思い出しましょう」と不満を述べている。
タチアナ・タラソワは、フリースケーティングに関しては、4回転-3回転の連続ジャンプを成功させたとはいえ精彩を欠いたプルシェンコの演技がライサチェクの演技より劣っていたことは認めるものの、ショートプログラムで3回転-3回転しか跳べなかったライサチェクや髙橋大輔とほとんど差の無い点数しか出なかったことを批判した。

### 出場停止から二度目の復帰(2010 - 2012年)まで
2010年3月に行われた世界選手権を怪我を理由に欠場した後、一旦受理されていた本人主催アイスショーへの出演許可を再度取得しなおすよう国際スケート連盟より求められた。しかしショーの前日という突然の要請だったため、ロシアスケート連盟からの再承認は得られず、ショーを無許可のまま決行。そのため国際スケート連盟は6月に同選手のアマチュア競技会出場資格を停止した。
処分通達から21日以内にローザンヌのスポーツ仲裁裁判所に異議申し立てをすることも出来たが、2014年に自国ロシアで初めて開催される冬季五輪への出場を目指しているため、国際スケート連盟と全面的に争うことは望まなかった。そのため処分は7月23日に確定された。
その後、資格回復を求める要望書をロシアスケート連盟と国際スケート連盟に送り、約1年後の2011年6月に資格は回復された。
しかし膝と背中の古傷が悪化したため、半月板切除手術と背骨にカテーテルを通して神経を焼く手術を行いリハビリ。2011/2012シーズンのグランプリシリーズは準備が間に合わないだろうとのことで、出場しないことを決定。
2011年12月24 - 27日開催のロシアフィギュアスケート選手権で復帰。非公式ながらショートプログラム、フリースケーティングともに1位で優勝。2012年1月のヨーロッパ選手権では予選1位、ショートプログラム2位、フリースケーティング1位で7度目の優勝を果たした。
2012年2月23日にミュンヘンで膝半月板の再手術を行った。同時に手術する可能性のあった椎間板ヘルニアは温存療法で対処することとなったが、リハビリのため3月の世界選手権には出場できなかった。

### 三度目の復帰と人工椎間板(2012 - 2014年)
2012/2013シーズンには2013年ロシア選手権（2012年12月24 - 28日）から参加、三度目の競技復帰と通算10度目の優勝を果たす。
翌2013年1月21日から開催のヨーロッパ選手権には、大会開始の2日前に出場を決定。しかし公式練習中に背中から激しく転倒、元々の持病だった椎間板ヘルニアを悪化させた。そのためショートプログラムでは冒頭のトリプルルッツのミスのみならず、2004年以来失敗したことのなかったトリプルアクセルでは麻痺した足で着氷をコントロールすることが出来ず転倒、6位に沈んだ。
フリースケーティング滑走順抽選前に棄権を発表すると、1月29日にはイスラエルのテルアビブに飛び、31日に緊急で潰れた腰椎の椎間板を人工の代替品と取り替える置換手術を受けた。
2013年2月現在イスラエルの病院でリハビリ中。練習再開まで6ヶ月かかるという見通しも一部で報じられたが、本人とコーチのソチ五輪出場の意向は変わらなかった。
2013/2014シーズン、ボルボオープンカップで競技会に復帰し優勝。ロステレコム杯は膝の怪我のために棄権。ロシア選手権では同一ジャンプの跳び過ぎの違反もあり、16年ぶりに優勝を逃し2位となる。試合直後のインタビューでは「代表の座は若手に譲る」と答えたが、後にその考えを一転し、自身が五輪代表に選ばれるべきと主張した。後日行われたテストスケートにて正式に4度目となる冬季五輪への出場を決めた。

### ソチオリンピック(2014年)
ソチオリンピックの団体戦では現地時間2月6日にSP2位、2月9日にFS1位で男子シングルでの1位のポイントを獲得し、4大会連続メダル獲得となった。中3日空けて個人戦では現地時間2/13にSPの第2グループの第1滑走順（全体では7番滑走）として直前6分間の練習に登場したが、その際トリプルアクセルの着氷で腰を痛め、残り時間は腰を両手で押さえたままであった。第2グループが開始され、名前をコールされたプルシェンコは演技を開始せず審判の元へ近寄り、棄権を告げた。その後、観客に両手を挙げて挨拶し、正式に棄権がコールされるとリンクをコーチ・関係者に支えられながら退場した。

#### 個人戦棄権について
プルシェンコの棄権について、棄権直後に識者・関係者は次のようにコメントしている。カート・ブラウニングは「素晴らしいキャリアの最後が、総立ちの拍手に囲まれてのものでなくて残念だ」と話し、イリーナ・ロドニナは「スポーツマンシップを欠く行為だった」と批判した。テレビ解説者のチェルダンツェフは「すべて仕組まれていたように感じてしまう」とコメント。このことにより一時ロシア国内で批判が起こった。しかし、ミーシンコーチは「あまり批判しないでほしい。勝利したことのほうが多い」と弁護し、ロシアスケート連盟は「プロスポーツに故障はつきもの。なぜこんなに批判が多いのかわからない」と説明した。

プルシェンコの個人戦棄権については以前から計画的棄権説もささやかれていた。ロシア国内選手権で2位になった直後のインタビューでは「団体戦を選び、個人戦はロシア選手権優勝者に譲る」という内容の発言をし、マスコミからは「プルシェンコは五輪団体戦のルールを把握していない」という点を指摘されていた。その後ロシアフィギュアスケート連盟のワレンティン・ピセエフ理事が「（プルシェンコは）感情に駆られて（認識を誤った）」と憶測し、後にプルシェンコ自身も発言を修正し「個人戦にも出場するつもりである」ことを表明した。
後日プルシェンコの腰の手術の様子をロシアのテレビ番組が放映し、実際に腰に入れていたチタン製のボルトが折れていたことが明らかになった。手術をしたイスラエルの医師は、「プルシェンコが障碍者にならなかったのは奇跡だ。折れたボルトが脊髄に触れるところだった」と話している。以後、計画的棄権説やロシア国内の批判も払拭された。

2月15日、競技から引退することを発表した。

### ソチオリンピック以降(2014 - )
2014年3月に脊椎手術を成功し、自身にとって5度目のオリンピックとなる平昌五輪への意欲を表明し「メダルも狙っています」と述べた。2018年ロシア選手団平昌五輪参加候補者名簿にプルシェンコは承認された。実現すればその時にプルシェンコは35歳となる。元アイスダンス選手のイリヤ・アベルブフはプルシェンコの2018年参加について懐疑的な見方を示し、「復帰の意思があるならば競技会に参加すべきである。ロシアの若手にとってはプルシェンコが既に大きな重圧となっており、そろそろ身を退くときでは」と述べている。
日本のテレビ番組炎の体育会TV　2014年5月3日、11月1日、11月15日、本田望結と共に出演している。
2014年のロシア選手権には出場しなかったものの、EXには登場した。2015年には、メダルウィナーズオープンに出場し、優勝。
2015-2016シーズンは背中の怪我のために欠場を余儀なくされた。

### 現役引退
2017年3月31日、健康上の理由により引退を表明。今後は後進の指導にあたる為にモスクワ市内にスケート学校「エンジェルズ・オブ・プルシェンコ」を開校し、才能や将来性を認めた若者は無料で受け入れるという。

### 偉業
2012年ヨーロッパフィギュアスケート選手権を制したことでカール・シェーファー以来76年ぶりの7度以上ヨーロッパを制した男子シングル選手になった。
また2014年ソチオリンピックでの団体戦金メダル獲得によって、ギリス・グラフストロームが1920年 - 1932年に達成して以来82年ぶり、史上2人目の4つ以上のオリンピックメダルを獲得した男子シングル選手になった。2010年バンクーバーオリンピックでは金メダルこそ逃し、ディック・バトン以来58年ぶり史上4人目の五輪連覇の夢はかなわなかった。

## スケート技術

### 演技
2004年世界選手権まで使用されていた旧採点方法式で満点にあたる「6.0」を最も多く獲得した選手である。16歳で初めての6.0を出して以来（1998年NHK杯：男子最年少記録）、新採点方式に移行するまでに技術点で5つ、プレゼンテーションで70、計75もの満点を獲得した。

### ジャンプ
7歳で初めてのトリプルジャンプを降り、12歳までにアクセルを含む6種類の3回転ジャンプを修得。初めて4回転を降りたのは14歳で、試合に4回転トウループ－3回転トウループのコンビネーションを入れるようになったのは15歳から。「4回転からの3連続コンビネーションジャンプ」を武器としていた。
- 世界で初めてISU公式競技会で4回転トウループ－3回転トウループ－2回転ループのコンビネーションジャンプを成功させ（1999年NHK杯）、現在までにISU公式競技会で20回近くと、最も多くの『4回転からの3連続コンビネーションジャンプ』を成功させた選手である。
- 世界で初めてISU公式競技会で4回転トウループ－3回転トウループ－3回転ループのコンビネーションジャンプを成功させた選手でもある（2002年ロシア杯、2003年グランプリファイナル第2フリースケーティング、2003年世界フィギュアスケート選手権予選）。2008年11月現在、彼以外にISU公式競技会でこのコンビネーションを成功させた選手はいない。
- 世界で初めてISU公式競技会で4回転コンビネーションジャンプを2度成功させた選手でもある（代々木体育館で行われた2000年グランプリファイナル第2フリーにて、4回転トウループ－3回転トウループと4回転トウループ－3回転トウループ－2回転ループ）。
- その他にも世界で初めてISU公式競技会で3回転アクセル－ハーフループ－3回転フリップと（2002年ソルトレークシティオリンピック）、4回転トウループ－2回転ループのコンビネーションジャンプを成功させた（2004年グランプリファイナルフリースケーティング）。
- トウループ以外にも2004年のロシアンカップ第2ステージ・サマラ大会で4回転サルコウを成功している。また練習で5種類の4回転ジャンプを成功させている選手の一人でもあり、2001年ロシア杯フリースケーティングでは4回転ルッツに挑戦したが転倒。
- エキシビションなどで4回転トウループ－3回転トウループ－2回転ループ－2回転ループ（2001年世界選手権）、3回転トウループ－3回転トウループ－3回転ループ－2回転ループ（2005年ARD Gala）、3回転－3回転－2回転－2回転－2回転－2回転（欧州選手権、2006年ロシア選手権）を披露したこともある。
- ジャンプの転倒率が非常に少なく、4回転ジャンプでは2005年世界フィギュアスケート選手権以来一度も転倒していない。また、空中で軸がぶれても着氷できるという特徴がある。この事は実況でも何度も取り上げられている。

### スピン
フィギュアスケートを始めて間もない頃、プルシェンコはテレビでデニス・ビールマンの演技を目にし言葉に出来ないほどの衝撃を受けた。すぐに専門家から正しい開脚の方法を教わり毎晩母親とストレッチを始め、ビールマンスピンとビールマンスパイラルを修得。一般的に女子より筋肉量が多く体が硬い男子、とりわけシニアでこの技を取り入れたのはプルシェンコが初めてだった。
ドーナツスピンを演技に取り入れた最初の男子選手でもある。こちらもビールマン同様高い柔軟性を要する技術のためシニアの男子で行う選手は殆どおらず、プルシェンコが先駆者となった。
2005年に手術をして以来これらの高い柔軟性と技術を必要とするスピンは封印されていたが、2010年の夏以来再びドーナツスピンとハーフビールマンを演技に取り入れるようになった。

### ステップ
トリノオリンピックのショートプログラムのサーキュラーステップでは、驚異的な速さと細やかなエッジワークで最高難度のレベル4（GOE加点2.14）を獲得、フリースケーティングのサーキュラーステップでもレベル4を獲得した。トリノオリンピックにおいてステップでレベル4を獲得した選手はプルシェンコ唯一人、また2005/2006シーズンを通してステップでレベル4を獲得したのもプルシェンコと髙橋大輔 だけだった。

## 主な戦績
| 大会/年                  | 95-96 | 96-97 | 97-98 | 98-99 | 99-00 | 00-01 | 01-02 | 02-03 | 03-04 | 04-05 | 05-06 | 06-07 | 07-08 | 08-09 | 09-10 | 10-11 | 11-12 | 12-13 | 13-14 | 14-15 |
| ------------------------ | ----- | ----- | ----- | ----- | ----- | ----- | ----- | ----- | ----- | ----- | ----- | ----- | ----- | ----- | ----- | ----- | ----- | ----- | ----- | ----- |
| 冬季オリンピック         |       |       |       |       |       |       | 2     |       |       |       | 1     |       |       |       | 2     |       |       |       | 棄権  |       |
| 冬季オリンピック団体戦   |       |       |       |       |       |       |       |       |       |       |       |       |       |       |       |       |       |       | 1     |       |
| 世界選手権               |       |       | 3     | 2     | 4     | 1     |       | 1     | 1     | 棄権  |       |       |       |       |       |       |       |       |       |       |
| 欧州選手権               |       |       | 2     | 2     | 1     | 1     |       | 1     | 2     | 1     | 1     |       |       |       | 1     |       | 1     | 棄権  |       |       |
| ロシア選手権             | 6     | 4     | 3     | 1     | 1     | 1     | 1     |       | 1     | 1     | 1     |       |       |       | 1     |       | 1     | 1     | 2     |       |
| GPファイナル             |       |       | 5     | 3     | 1     | 1     | 2     | 1     | 2     | 1     |       |       |       |       |       |       |       |       |       |       |
| GPロシア杯               |       | 4     | 2     | 2     | 1     | 1     | 1     | 1     | 1     | 1     | 1     |       |       |       | 1     |       |       |       |       |       |
| GPスケートカナダ         |       |       |       | 1     |       |       |       |       | 1     |       |       |       |       |       |       |       |       |       |       |       |
| GPエリック杯             |       |       |       |       |       |       |       |       | 1     |       |       |       |       |       |       |       |       |       |       |       |
| GPボフロスト杯           |       |       |       |       | 1     | 1     | 1     | 1     |       |       |       |       |       |       |       |       |       |       |       |       |
| GPNHK杯                  |       |       |       | 1     | 1     | 1     |       |       |       |       |       |       |       |       |       |       |       |       |       |       |
| GPスケートアメリカ       |       |       | 2     |       |       |       |       |       |       |       |       |       |       |       |       |       |       |       |       |       |
| ボルボオープン           |       |       |       |       |       |       |       |       |       |       |       |       |       |       |       |       |       |       | 1     |       |
| メダルウィナーズオープン |       |       |       |       |       |       |       |       |       |       |       |       |       |       |       |       |       |       |       | 1     |
| フィンランディア杯       |       | 7     | 3     |       |       | 1     |       |       |       |       |       |       |       |       |       |       |       |       |       |       |
| グッドウィルゲームズ     |       |       |       | 3     |       |       | 1     |       |       |       |       |       |       |       |       |       |       |       |       |       |
| 世界Jr.選手権            | 6     | 1     |       |       |       |       |       |       |       |       |       |       |       |       |       |       |       |       |       |       |
| 欧州ユース五輪           |       | 1 J   |       |       |       |       |       |       |       |       |       |       |       |       |       |       |       |       |       |       |
| ブルーソード杯           |       | 1 J   |       |       |       |       |       |       |       |       |       |       |       |       |       |       |       |       |       |       |

### 詳細
| 2014-2015 シーズン |                                   |     |         |         |
| 開催日             | 大会名                            | SP  | FS      | 結果    |
| 2015年1月16日      | メダルウィナーズオープン （東京） | - - | 1 86.95 | 1 86.95 |

| 2013-2014 シーズン    |                                        |         |          |          |
| 開催日                | 大会名                                 | SP      | FS       | 結果     |
| 2014年2月6日 - 22日   | ソチオリンピック 団体戦（ソチ）        | 2 91.39 | 1 168.20 | 1 団体   |
| 2013年12月22日 - 27日 | ロシアフィギュアスケート選手権（ソチ） | 1 98.41 | 2 162.96 | 2 261.37 |
| 2013年11月7日 - 10日  | 2013年ボルボオープンカップ（リガ）     | 1 82.34 | 1 180.91 | 1 263.25 |

| 2012-2013 シーズン    |                                                      |         |          |          |
| 開催日                | 大会名                                               | SP      | FS       | 結果     |
| 2013年1月23日 - 27日  | 2013年ヨーロッパフィギュアスケート選手権（ザグレブ） | 6 74.82 | -        | 棄権     |
| 2012年12月24日 - 28日 | ロシアフィギュアスケート選手権（ソチ）               | 1 91.68 | 1 174.26 | 1 265.94 |
| 2012年10月6日         | 2012年ジャパンオープン（さいたま）                   | -       | 4 156.21 | 3 団体   |

| 2011-2012 シーズン  |                                                            |          |         |          |          |
| 開催日              | 大会名                                                     | 予選     | SP      | FS       | 結果     |
| 2012年1月23日-29日  | 2012年ヨーロッパフィギュアスケート選手権（シェフィールド） | 1 157.52 | 2 84.71 | 1 176.52 | 1 261.23 |
| 2011年12月24日-28日 | ロシアフィギュアスケート選手権（サランスク）               | -        | 1 88.24 | 1 171.43 | 1 259.67 |

| 2010-2011 シーズン |                                    |    |          |        |
| 開催日             | 大会名                             | SP | FS       | 結果   |
| 2010年10月2日      | 2010年ジャパンオープン（さいたま） | -  | 3 151.00 | 3 団体 |

| 2009-2010 シーズン    |                                                    |         |          |          |
| 開催日                | 大会名                                             | SP      | FS       | 結果     |
| 2010年2月14日 - 27日  | バンクーバーオリンピック（バンクーバー）           | 1 90.85 | 2 165.51 | 2 256.36 |
| 2010年1月18日 - 24日  | 2010年ヨーロッパフィギュアスケート選手権（タリン） | 1 91.30 | 1 164.09 | 1 255.39 |
| 2009年10月22日 - 25日 | ISUグランプリシリーズ ロステレコム杯（モスクワ）   | 1 82.25 | 1 158.40 | 1 240.65 |
| 2009年10月8日 - 11日  | 2009年フィンランディア杯（ヴァンター）             | 1 83.23 | 2 141.02 | 1 224.25 |

| 2005-2006 シーズン    |                                                        |         |          |          |
| 開催日                | 大会名                                                 | SP      | FS       | 結果     |
| 2006年2月10日 - 26日  | トリノオリンピック（トリノ）                           | 1 90.66 | 1 167.67 | 1 258.33 |
| 2006年1月17日 - 22日  | 2006年ヨーロッパフィギュアスケート選手権（リヨン）     | 1 82.80 | 1 162.53 | 1 245.33 |
| 2005年11月24日 - 27日 | ISUグランプリシリーズ ロシア杯（サンクトペテルブルク） | 1 87.20 | 1 154.60 | 1 241.80 |

| 2004-2005 シーズン  |                                                    |         |         |          |          |
| 開催日              | 大会名                                             | 予選    | SP      | FS       | 結果     |
| 2005年3月14日-20日  | 2005年世界フィギュアスケート選手権（モスクワ）     | 1 37.98 | 5 73.28 | -        | 棄権     |
| 2005年1月25日-30日  | 2005年ヨーロッパフィギュアスケート選手権（トリノ） | -       | 2 75.33 | 1 151.81 | 1 227.14 |
| 2004年12月16日-19日 | 2004/2005 ISUグランプリファイナル（北京）          | -       | 1 84.35 | 1 167.40 | 1 251.75 |
| 2004年11月25日-28日 | ISUグランプリシリーズ ロシア杯（モスクワ）         | -       | 1 74.95 | 1 158.50 | 1 233.45 |

| 2003-2004 シーズン     |                                                           |      |         |          |          |
| 開催日                 | 大会名                                                    | 予選 | SP      | FS       | 結果     |
| 2004年3月22日-28日     | 2004年世界フィギュアスケート選手権（ドルトムント）        | 1    | 1       | 1        | 1        |
| 2004年2月2日-8日       | 2004年ヨーロッパフィギュアスケート選手権（ブダペスト）    | 1    | 1       | 2        | 2        |
| 2003年12月11日-14日    | 2003/2004 ISUグランプリファイナル（コロラドスプリングス） | -    | 1 78.25 | 2 146.94 | 2 225.19 |
| 2003年11月20日-23日    | ISUグランプリシリーズ ロシア杯（モスクワ）                | -    | 1 80.35 | 1 150.90 | 1 231.25 |
| 2003年11月13日-16日    | ISUグランプリシリーズ ラリック杯（パリ）                  | -    | 1 75.35 | 1 158.94 | 1 234.29 |
| 2003年10月30日-11月3日 | ISUグランプリシリーズ スケートカナダ（ミシサガ）          | -    | 1 81.25 | 1 152.40 | 1 233.65 |

| 2002-2003 シーズン   |                                                           |      |    |    |      |
| 開催日               | 大会名                                                    | 予選 | SP | FS | 結果 |
| 2003年3月24日-30日   | 2003年世界フィギュアスケート選手権（ワシントンD.C.）      | 1    | 1  | 1  | 1    |
| 2003年2月28日-3月2日 | 2002/2003 ISUグランプリファイナル（サンクトペテルブルク） | -    | 1  | 1  | 1    |
| 2003年2月28日-3月2日 | 2002/2003 ISUグランプリファイナル（サンクトペテルブルク） | -    | 1  | 1  | 1    |
| 2003年1月20日-26日   | 2003年ヨーロッパフィギュアスケート選手権（マルメ）        | -    | 1  | 1  | 1    |
| 2002年11月21日-24日  | ISUグランプリシリーズ ロシア杯（モスクワ）                | -    | 1  | 1  | 1    |
| 2002年11月7日-10日   | ISUグランプリシリーズ ボフロスト杯（ゲルゼンキルヒェン）  | -    | 1  | 1  | 1    |

| 2001-2002 シーズン  |                                                              |      |    |    |      |
| 開催日              | 大会名                                                       | 予選 | SP | FS | 結果 |
| 2002年2月9日-21日   | ソルトレークシティオリンピック（ソルトレークシティ）         | -    | 4  | 2  | 2    |
| 2001年12月14日-16日 | 2001/2002 ISUグランプリファイナル（キッチナー）              | -    | 1  | 1  | 2    |
| 2001年12月14日-16日 | 2001/2002 ISUグランプリファイナル（キッチナー）              | -    | 1  | 2  | 2    |
| 2001年11月21日-25日 | ISUグランプリシリーズ ロシア杯（サンクトペテルブルク）       | -    | 1  | 1  | 1    |
| 2001年11月8日-11日  | ISUグランプリシリーズ スパルカッセン杯（ゲルゼンキルヒェン） | -    | 1  | 1  | 1    |
| 2001年9月4日-9日    | グッドウィルゲームズ（ブリスベン）                           | -    | 1  | 1  | 1    |

| 2000-2001 シーズン     |                                                              |      |    |    |      |
| 開催日                 | 大会名                                                       | 予選 | SP | FS | 結果 |
| 2001年3月17日-25日     | 2001年世界フィギュアスケート選手権（バンクーバー）           | 1    | 1  | 1  | 1    |
| 2001年2月15日-18日     | 2000/2001 ISUグランプリファイナル（東京）                    | -    | 2  | 1  | 1    |
| 2001年2月15日-18日     | 2000/2001 ISUグランプリファイナル（東京）                    | -    | 2  | 1  | 1    |
| 2001年1月22日-27日     | 2001年ヨーロッパフィギュアスケート選手権（ブラチスラヴァ）   | 1    | 1  | 1  | 1    |
| 2000年11月28日-12月3日 | ISUグランプリシリーズ NHK杯（旭川）                          | -    | 1  | 1  | 1    |
| 2000年11月16日-19日    | ISUグランプリシリーズ ロシア杯（サンクトペテルブルク）       | -    | 1  | 1  | 1    |
| 2000年11月7日-12日     | ISUグランプリシリーズ スパルカッセン杯（ゲルゼンキルヒェン） | -    | 1  | 1  | 1    |
| 2000年10月14日-15日    | 2000年フィンランディア杯（ヘルシンキ）                       | -    | 1  | 1  | 1    |

| 1999-2000 シーズン   |                                                              |      |    |    |      |
| 開催日               | 大会名                                                       | 予選 | SP | FS | 結果 |
| 2000年3月26日-4月2日 | 2000年世界フィギュアスケート選手権（ニース）                 | 2    | 2  | 4  | 4    |
| 2000年2月6日-13日    | 2000年ヨーロッパフィギュアスケート選手権（ウィーン）         | 1    | 2  | 1  | 1    |
| 2000年1月13日-16日   | 1999/2000 ISUグランプリファイナル（リヨン）                  | -    | 1  | 1  | 1    |
| 2000年1月13日-16日   | 1999/2000 ISUグランプリファイナル（リヨン）                  | -    | 1  | 1  | 1    |
| 1999年12月2日-5日    | ISUグランプリシリーズ NHK杯（名古屋）                        | -    | 1  | 1  | 1    |
| 1999年11月25日-28日  | ISUグランプリシリーズ ロシア杯（サンクトペテルブルク）       | -    | 1  | 1  | 1    |
| 1999年11月11日-14日  | ISUグランプリシリーズ スパルカッセン杯（ゲルゼンキルヒェン） | -    | 1  | 1  | 1    |

| 1998-1999 シーズン   |                                                           |      |    |    |      |
| 開催日               | 大会名                                                    | 予選 | SP | FS | 結果 |
| 1999年3月21日-28日   | 1999年世界フィギュアスケート選手権（ヘルシンキ）          | 1    | 1  | 2  | 2    |
| 1999年3月4日-7日     | 1998/1999 ISUグランプリファイナル（サンクトペテルブルク） | -    | 2  | 3  | 3    |
| 1999年2月6日-13日    | 1999年ヨーロッパフィギュアスケート選手権（プラハ）        | 1    | 3  | 2  | 2    |
| 1998年12月2日-6日    | ISUグランプリシリーズ NHK杯（札幌）                       | -    | 1  | 1  | 1    |
| 1998年11月26日-29日  | ISUグランプリシリーズ ロシア杯（モスクワ）                | -    | 2  | 2  | 2    |
| 1998年11月5日-8日    | ISUグランプリシリーズ スケートカナダ（カムループス）      | -    | 2  | 1  | 1    |
| 1998年7月29日-8月1日 | グッドウィルゲームズ（ニューヨーク）                      | -    | 3  | 3  | 3    |

| 1997-1998 シーズン   |                                                           |      |    |    |      |
| 開催日               | 大会名                                                    | 予選 | SP | FS | 結果 |
| 1998年3月28日-4月5日 | 1998年世界フィギュアスケート選手権（ミネアポリス）        | 1    | 2  | 4  | 3    |
| 1998年1月10日-18日   | 1998年ヨーロッパフィギュアスケート選手権（ミラノ）        | -    | 3  | 2  | 2    |
| 1997年12月19日-21日  | 1997/1998 ISUチャンピオンシリーズファイナル（ミュンヘン） | -    | 4  | 5  | 5    |
| 1997年11月19日-23日  | ISUグランプリシリーズ ロシア杯（サンクトペテルブルク）    | -    | 2  | 2  | 2    |
| 1997年10月22日-26日  | ISUグランプリシリーズ スケートアメリカ（デトロイト）      | -    | 2  | 2  | 2    |
| 1997年10月3日-5日    | 1997年フィンランディア杯（ヘルシンキ）                    | -    | 2  | 3  | 3    |

| 1996-1997 シーズン       |                                                                   |    |    |      |
| 開催日                   | 大会名                                                            | SP | FS | 結果 |
| 1997年2月7日 - 12日      | 1997年ヨーロッパユースオリンピック ジュニアクラス（スンツヴァル） | 1  | 1  | 1    |
| 1996年12月12日 - 15日    | ISUグランプリシリーズ ロシア杯（サンクトペテルブルク）            | 7  | 4  | 4    |
| 1996年11月24日 - 12月1日 | 1997年世界ジュニアフィギュアスケート選手権（ソウル）              | 1  | 1  | 1    |

| 1995-1996 シーズン     |                                                          |      |    |    |      |
| 開催日                 | 大会名                                                   | 予選 | SP | FS | 結果 |
| 1995年11月26日-12月2日 | 1996年世界ジュニアフィギュアスケート選手権（ブリスベン） | 3    | 7  | 7  | 6    |

## プログラム使用曲
| シーズン  | SP | FS | EX |
| --------- | --- | --- | --- |
| 2013-2014 | Taka jak 曲：オケアン・エリズィ 振付：マキシム・スタビスキー、ダヴィド・アヴディシュロクサーヌのタンゴ 映画『ムーランルージュ』より 編曲：エドウィン・マートン                                           | テーマ：ベスト・オブ・プルシェンコ タンゴ・アモーレ (Tango Amore) by エドウィン・マートン 星は光りぬ オペラ『トスカ』より 作曲：ジャコモ・プッチーニ アルビノーニのアダージョ 作曲：トマゾ・アルビノーニ 映画『ゴッドファーザー』より 作曲：ニーノ・ロータ                                                                                     | - |
| 2012-2013 | The Storm ヴィヴァルディ『夏』より by ヤニー | ロンド・カプリチオーソ （(序奏とロンド・カプリチオーソ + 白鳥 組曲『動物の謝肉祭』より + 死の舞踏)） 作曲：カミーユ・サン＝サーンス 振付：セルゲイ・ペトゥホフ他 | - |
| 2011-2012 | The Storm ヴィヴァルディ『夏』より by ヤニー | ロクサーヌのタンゴ 映画『ムーランルージュ』より 編曲：エドウィン・マートン | 病の果てに(灰色の途) (Je suis Malade) by セルジュ・ラマ |
| 2009-2010 | アランフエス協奏曲 (Concierto de Aranjuez) 作曲：ホアキン・ロドリーゴ 編曲：エドウィン・マートン 振付：ダヴィド・アヴディシュ                                                                            | タンゴ・アモーレ (Tango Amore) by エドウィン・マートン 振付：ダヴィド・アヴディシュ | 病の果てに(灰色の途) (Je suis Malade) by セルジュ・ラマ存在しない街 (The City That Doesn't Exist)サンクトペテルブルク300 by Igor Korniliuk                             |
| 2008-2009 | - | - | タンゴ・アモーレ (Tango Amore) by エドウィン・マートン 振付：ダヴィド・アヴディシュ                                                                                    |
| 2006-2008 | - | - | The Soldiers by Stamatis Spanoudakis シルタキ 映画『その男ゾルバ』より (Sirtaki) 作曲：ミキス・テオドラキス 編曲：エドウィン・マートン Candle Light by Mashina Vremeni |
| 2005-2006 | 星は光りぬ オペラ『トスカ』より 作曲：ジャコモ・プッチーニ 振付：エドワルド・スミルノフ、ユーリ・スメカロフ、ダヴィド・アヴディシュ                                                                      | 映画『ゴッドファーザー』より 作曲：ニーノ・ロータ 編曲・演奏：エドウィン・マートン | 星は光りぬ オペラ『トスカ』より 作曲：ジャコモ・プッチーニカルーソー ボーカル：ルチアーノ・パヴァロッティ                                                              |
| 2004-2005 | 月光 (Sonata N14) 作曲：ヴィクトル・ジンチュク 振付：セルゲイ・ペトゥホフ | 映画『ゴッドファーザー』より 作曲：ニーノ・ロータ 振付：セルゲイ・ペトゥホフ | Asisiai 振付：アレクサンドル・スチョーピン |
| 2003-2004 | タンゴ・フラメンコ (Tango Flamenco by Paco De Lucía + Nyah by Hans Zimmer) 振付：ユーリ・スメカロフ | ヴァーツラフ・ニジンスキーに捧ぐ (Art on Ice + Magic Stradivarius + King of the Forest by Edvin Marton) 振付：ユーリ・スメカロフ | Asisiai 振付：アレクサンドル・スチョーピンHafanafa by Afric SimoneLogical Song by スーパートランプ                                                                     |
| 2002-2003 | アルビノーニのアダージョ 作曲：トマゾ・アルビノーニ 振付：ワレリー・ミハイロフスキー | サンクトペテルブルク300 by Igor Korniliuk 振付：キリル・シモノフカルメン 作曲：ジョルジュ・ビゼー | 存在しない街 (The City That Doesn't Exist)オンリー・ユーカルメン 作曲：ジョルジュ・ビゼー                                                                              |
| 2001-2002 | マイケル・ジャクソンメドレー (Earth Song + Childhood + Billy Jean + They don't care about us) 振付：ダヴィド・アヴディシュ                                                                               | カルメン (Carmen by George Bizet + Carmen Suite by Bizet/Shchedrin) 作曲：ジョルジュ・ビゼー、ロディオン・シチェドリン 振付：エドワルド・スミルノフ、ダヴィド・アヴディシュ シルク・ドゥ・ソレイユ (Fixe + Eclipse + El Tango de Roxanne 映画『ムーランルージュ』より + El La Petite Fille de la Mer by Vangelis) 振付：ダヴィド・アヴディシュ | セックス・ボム ボーカル：トム・ジョーンズカルメン 作曲：ジョルジュ・ビゼー                                                                                             |
| 2000-2001 | ボレロ 作曲：モーリス・ラヴェル 振付：ダヴィド・アヴディシュ | ワンス・アポン・ア・タイム・イン・アメリカ (Xotica by Rene Dupere + Tango from Hasta Que Te Conoci by Raul di Blasio + Once Upon A Time In America by Ennio Morricone + The Cotton Club by Duke Ellington + Mortal Combat by George S. Clinton) 振付：ダヴィド・アヴディシュ                                                                   | セックス・ボム ボーカル：トム・ジョーンズ 振付：ダヴィド・アヴディシュPasadena                                                                                         |
| 1999-2000 | 剣の舞 作曲：アラム・ハチャトゥリアン 振付：エフゲニー・セレジュニコフ | 黒い瞳 (Dark Eyes + Coachmen Don't Drive the Horse + Concierto Madrigal for Two Guitars by Joaquin Rodrigo) 振付：エフゲニー・セレジュニコフ | Two Step Nadya + Ciocircla |
| 1998-1999 | ハヴァ・ナギラ (Hava Nagila) 振付：エフゲニー・セレジュニコフ | ジャン・ミッシェル・ジャールメドレー (Chronologie #2 + Chronologie #3 + Zoolookologie by Jean-Michael Jarre) 振付：エフゲニー・セレジュニコフ | 白鳥 組曲『動物の謝肉祭』より 作曲：カミーユ・サン＝サーンスTwo Step Nadya + Ciocircla                                                                                 |
| 1997-1998 | アランフエス協奏曲 (Concierto de Aranjuez + El Gato Montes by Joaquin Rodrigo) 振付：エフゲニー・セレジュニコフ                                                                                          | ジャン・ミッシェル・ジャールメドレー (Chronologie #2 + Chronologie #3 + Zoolookologie by Jean-Michael Jarre) 振付：エフゲニー・セレジュニコフ | ジャン・ミッシェル・ジャールメドレーEnigma |
| 1996-1997 | タランテラ バレエ『風変わりな店』より (La Boutique Fantasque IV: Tarantella Music by Gioachino Rossini, Arranged by Ottorino Respighi + O Sole Mio by Eduardo Di Capua) 振付：エフゲニー・セレジュニコフ | ウィリアム・テル序曲 オペラ『ウィリアム・テル』より (William Tell Overture + The Barber of Seville + Semiramide by Gioachino Rossini) 振付：エフゲニー・セレジュニコフ | - |
| 1995-1996 | - | バレエ『ドン・キホーテ』より (Don Quixote by Leon Minkus) 振付：エドワルド・スミルノフ | - |

## 生い立ち

### シベリアでの日々
1982年11月3日、ソビエト連邦ハバロフスク地方のウルガルで、大工の父ヴィクトルと母タチアナの長男として生まれる。6歳年上の姉がいる。両親は出稼ぎの鉄道建設労働者で一家はソルネチヌイにあった木造の貨物列車を改造したトレーラーハウスで生活していた。一般のロシア人と比べても決して裕福とはいえない暮らしだったが、家族の絆は強く特に母親とは大変深い愛情で結ばれている。
生後9か月で走り出すなど運動神経の発達した子供だったが、虚弱体質だったためシベリアの過酷な気候に耐えられず、1歳3カ月の時に肺炎にかかると数か月入院。発熱の続く息子の健康を案じた両親は1985年の夏に気候の温暖な故郷ヴォルゴグラードへ戻ることを決断。

### スケートとの出会い
4歳になると医師の勧めもあり体質改善の一環でフィギュアスケートとロシア民族舞踊を習い始めた。当初はレッスンに通うためトロリーバスに乗っても、3駅と進まないうちに具合が悪くなり何度も途中下車しては母親を心配させたが、2つの習い事を続ける内に体は鍛えられていき以前のようにすぐに体調を悪化させる事はなくなり、学校でも授業中じっと座って居られず動き回っていたずらをするような活発な子供になった。
間もなくスケート、ダンス、どちらの分野でも才能があることが認められ、民族舞踊の教師たちは「スケートをやめダンスに専念しなさい」と言い、スケートの教師たちも「ダンスをやめスケートに専念しなさい」と言い、レッスンの時間を取りあった。プルシェンコは自らの意思でスケートを選んだ。

### サンクトペテルブルクへ
1993年、ソビエト連邦の崩壊の煽りを受け地元に一つしかないスケートリンクが閉鎖される。両親はこれを機に息子に普通の小学生の暮らしをさせようと考えたが、当時のコーチ、ミハイル・マコヴィーエフはサンクトペテルブルクのアレクセイ・ミーシンの元へ行くよう勧めた。まだ幼い我が子を手放したくない両親は反対したが、マコヴィーエフは有望選手のスポーツキャリアを終わらせる権限は親には無いと強く説得。また両親は息子のスポーツへの情熱を知り彼をミーシンに託す事に同意した。
11歳で単身サンクトペテルブルクへ移住。昼間から酒や薬や賭け事に溺れる不特定多数が出入りする共同アパートの一角で生活した。隣人女性は子供の同居人に構わず男たちを部屋に連れ込んだ。見かねたミーシンは自分のアパートや自宅、振付師の家に彼を住まわせた。それまでの栄養状態が悪かったこともあり体格が悪かった当時のプルシェンコの印象を、ミーシンは「痩せっぽちで脂のない緑色のチキンのようだった」と語っている。1年後に母親がやって来て二人で暮らし始めるも母親にはサンクトペテルブルクでの労働許可がなく、一家の稼ぎ頭の一人を失ったプルシェンコ家は更に困窮を極め日々の食べ物にすら事欠くようになった。
14歳で世界ジュニア選手権を制すと以後は一家の稼ぎ頭になった。 16歳になると以前から貯めていた賞金を使い、家族で暮らすためのマンションを購入。離れて暮らしていた父親と姉夫妻をヴォルゴグラードから呼び寄せた。
このような決して順風満帆とは言えない生い立ちながらも本人は至って明るく陽気な性格で知られる。アイスショーやエキシビションでは女装 や着ぐるみ でパフォーマンスを見せたり、トム・ジョーンズの"Sex Bomb"に合わせ、偽の筋肉が縫い付けられた肌色の襦袢と金色のビキニブリーフだけという滑稽ないでたちでストリップダンスを披露するなど、奇抜な演技も楽しげにこなす。

### 学歴・軍歴
1998年にペトログラードスキー区（Petrogradsky District）にある第91番学校を卒業。
2000年にはミーシンが教授をつとめるレスガフト名称サンクトペテルブルク国立体育アカデミーに入学し2005年に卒業（専攻：フィギュアスケート）。
2004年からサンクトペテルブルク国立技術経済大学（ENGECON）観光サービスマネジメント学部で校外生として学び2008年に修業。
ロシア連邦軍における階級は上級中尉〔中尉〕（ru:Старший лейтенант）。ただし立法議会議員に当選したため現在は予備役。

### 栄典
- 2010年3月12日、ロシア連邦名誉勲章[55]
- 2010年3月5日、ロシア連邦勲一等祖国功労賞 - 2010年冬季五輪の功績に対して[56]
- 2007年2月22日、ロシア連邦名誉勲章 - 2006年冬季五輪の功績に対して[57]
- 2003年5月5日、ロシア連邦友好勲章 - 2002年冬季五輪の功績に対して
- ロシア連邦功労スポーツマスター - 五輪や世界選手権で優勝したスポーツ選手に与えられる最高の称号[58]

### 交友関係
- ペアのアントン・シハルリドゼ、アレクセイ・ティホノフ、アイスダンスのロマン・コストマロフ、アクロバット男性ペアのアレクセイ・ポーリシュクらと仲が良い。
- 女子シングルではイリーナ・スルツカヤと子供の頃から大変仲が良い。サーシャ・コーエンとは文通していた。
- 男子シングルでは親しい友人はいないとも発言しているが、アレクサンドル・アブト、ヴィクトール・ペトレンコ、バフタン・ムルバニゼとは長い付き合いがある。幼くして選抜チームやミーシンの門下に入ったため年上のスケーター達から嫉妬され激しいいじめを受けていたプルシェンコを庇った唯一の年長者がアブトだった[59]。そのため少年時代のプルシェンコはアブトを慕っており、現在も友人関係にある。
- オリンピックで二度のメダルを手にしたペトレンコには幼い頃から憧れを抱いている。1993年に故郷唯一のリンクが閉鎖されたときはペトレンコやオクサナ・バイウルを育てたガリーナ・ズミエフスカヤの門下に入ることを望んだが当時父親が失業中だったため諦めた[60]。14 - 15歳の時にはペトレンコに勝利してしまい動揺、そんなプルシェンコにペトレンコは祝福の言葉をかけ励ましたという[61][62]。
- 若手ではチェコのトマシュ・ベルネル、アメリカのジョニー・ウィアー、羽生結弦らがプルシェンコに憧れている事を公言しており、ショーでの共演を通じて良好な関係を築いている。
- 同郷のペアスケーターマキシム・マリニンは同じマコヴィーエフコーチに師事していた。マリニンは1993年までシングル選手だったが、5歳年下のプルシェンコに敗れたことが決定打となりペアに転向。
- 2003/2004シーズン以降プログラムの作曲をハンガリーのヴァイオリニスト兼作曲家のエドウィン・マートンに依頼しており、エキシビションやアイスショーではマートンの生演奏に合わせて演技をする事が多い。プライベートでも大変仲が良い。
- 元兄弟子で現役時代に激しい火花を散らしたアレクセイ・ヤグディンとは長年の確執が噂されていた。両者はともに自伝の中でこの良好とは言いがたかった関係について言及しているが、インタビューでは「ライバル関係以外の険悪なものは無かった」とも発言している。2006年以降、韓国のスケートリンクで発生した火災を背景に二人で記念写真を撮る姿や、来日時のショーの合間に草サッカーに興じる姿、大型家電量販店で浅田真央の真似をしてふざけている二人の姿がメディア掲載されている[63]。また2010年9月になると北京での記者会見でヤグディンが同年6月に競技資格を剥奪されたプルシェンコを擁護、「2014年五輪金メダルの唯一の希望」と呼び、ロシア・フィギュアスケート連盟の姿勢を批判するなど[64]、関係が良好になったことを伺わせた。
- コーチのアレクセイ・ミーシンの事は門下に入った11歳のときから敬慕している。指導者としては勿論、小学生のうちに単身でサンクトペテルブルクにやってきたプルシェンコの保護者代わりとなったのがミーシンだった。彼はプルシェンコを自宅に住ませ、衣類や食事を与え、英会話や、どちらの手でフォークを持てばいいのかまで教えるなど、公私に渡って面倒を見た。現在も親しい付き合いを続けており、プルシェンコはミーシンを「第二の父親」と呼んでいる。またミーシンも彼を「息子以上」の存在だと発言[65]。

### 私生活

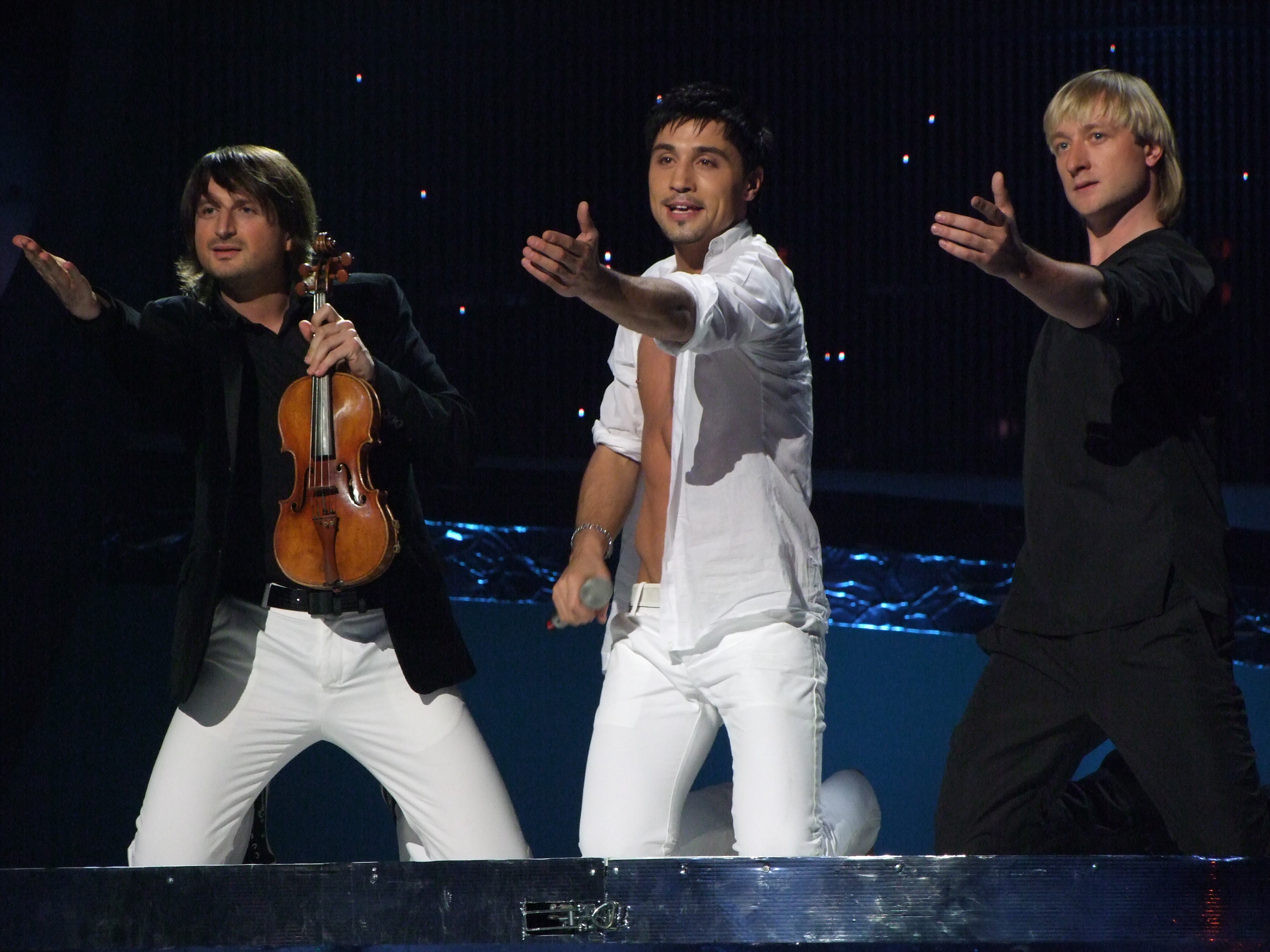
左からエドウィン・マートン、ジーマ・ビラーン、プルシェンコ（ユーロビジョン・ソング・コンテスト2008）

2005年6月18日にサンクトペテルブルクの著名実業家の娘マリア・イェルマークと結婚。翌2006年6月15日には長男が誕生する。当初クリスチアン（Кристиан）と名付けられたこの男児はマリアの独断でイェゴール・イェルマーク（Егор）に改名された。マリアとの夫婦関係は結婚3か月目で既に破綻しており、2008年1月に正式に離婚が成立。
2009年9月12日に人気歌手ジーマ・ビラーンのプロデューサーで実業家のヤナ・ルドコフスカヤ（Яна Рудковская）（1975年1月2日 - ）と再婚。
2008年5月にはビラーンとルドコフスカヤのためバックダンサーとしてユーロビジョン・ソング・コンテスト2008に参加。ロシアチームの優勝に貢献。
2013年1月6日にはルドコフスカヤとの間に男子が誕生。アレクサンドルと名付けられた。2019年現在アレクサンドルは「サーシャ」の愛称でロシアのキッズモデルとなっている。
2020年9月25日にルドコフスカヤとの間に男子が誕生し、アルセニーと名付けられた。なお、当時37歳のプルシェンコと45歳のルドコフスカヤは長い間、医学検査や体外受精の辛い治療を受けたが産むことができず、2020年3月に代理出産センターのFacebookにて代理出産を検討しているという表明を出していた。

## 趣味
モータースポーツ
車はアウディR8をはじめ数台保有。バイクはヤマハ・YZF-R6やBMW・S1000RR 等を所有、かねてより危険なのでやめるようコーチから注意を受けても手放さなかった。かなりのスピード狂で車でもバイクでも200数十キロ以上出して走ると度々発言している。
コンピューターとゲーム
7歳で出場した競技会で優勝賞品として携帯ゲーム機を貰って以来の愛好家。プレイステーションのサッカーゲームがお気に入り。その他、PSPも保有している。コーチから何度注意を受けてもパソコンで遊ぶのをやめなかった。PC版の『コール オブ デューティ モダン・ウォーフェア2』（Call of Duty: Modern Warfare 2）のプレーヤーであることも自宅撮影された写真によって確認されている。
バレエ
基礎練習に取り入れている。11歳のとき師事していたマリインスキー・バレエの女性振付師から「フィギュアスケートの代わりにバレエをやらないか」と転向の誘いを受けたが、母親に相談し真剣に悩んだ末に断った。ミーシンは教育のため生徒たちを劇場に連れて行った。現在もプルシェンコは時間があると劇場に足を運びバレエやオペラを鑑賞している。ボリショイ・バレエのニコライ・ツィスカリゼらや、オペラ歌手との親交もある。
スポーツ専門の振付師を起用する選手が多い中、プルシェンコのプログラムの殆どはバレエを本業とする振付師によるものである。一例を挙げると「サンクトペテルブルク300」はシェミャーキン版「くるみ割り人形」 の振り付けをしたキリル・シモノフの作品であり、「ニジンスキーに捧ぐ」はマリインスキー劇場のソリスト兼振付師のユーリ・スメカロフが手掛けている。その他にもマリインスキーやボリショイバレエなどの専門家と仕事をしており、元ペルミバレエ団バレエマスターのダヴィド・アヴディシュとも長年タッグを組んでいる。
好きな演目は「くるみ割り人形」と「ジゼル」。
スポーツ全般
アイスホッケーやサッカー、ビリヤード、テニス、ペイントボールなどスポーツ全般を愛好。テニスは息子2人がプレーヤーであるミーシンから手ほどきを受けた。サッカー好きでも知られショーの最中には共演者たちと草サッカーに興じている姿も見られる。
好きな食べ物
イチゴ、ミカン等のフルーツ、チーズケーキ、アイスクリーム、寿司、しゃぶしゃぶ等の日本料理、母親が作ったフライドチキン、ボルシチとペリメニ。
好きなファッション
十代の頃はジュエリーの蒐集に凝っていたが最近はファッションや腕時計に興味が移行。好きなブランドはグッチ、ルイヴィトンなど。腕時計は店を開けるほどのコレクションを持っており、2012年にはスポンサーであるユリスナルダンから本人がデザインに関わったChampion's Diver Plushenko Limited Editionが発売されている。
ペット
基本的に犬好きだが、猫やその他動物は何でも好む。
1998年頃にラーリャという名のペルシャ (ネコ)を飼っていた。
2001年からゴールデンと名づけたアメリカン・ブルドッグを飼っていたが2010年末に12歳で死去。
2003年頃はヨークシャー・テリア2匹も飼っていた。
2007年末には雄のブリティッシュ・チンチラ（猫）を飼いはじめプーフリク（ぽっちゃりした、小さくて太っている、丸々した、というような意味）という愛称をつけ溺愛。記者会見でも言及したり自身のサインにイラストを描くこともある。同時期に購入した雌のリャーシカは、2010年8月に3歳で突然死 Плющенко лишился любимой кошки // KP.RU。
2010年末からジャックと名づけたジャック・ラッセル・テリアを飼い始めた。
その他
刃物収集も十代からの趣味。一時はやめていたが最近復活。
ロシア式サウナのバニャを始め風呂をこよなく愛しており、ミーシンとはプライベートでも裸の付き合いをしている。アイスショーや合宿などで海外遠征した際には現地のサウナへ足を運ぶことも多く、日本にも行きつけのサウナがある。
日本では、「プル様」という愛称で呼ばれることがある。

### 信仰
5歳のとき自らの意思で両親を説得し洗礼を受けて以来の熱心な正教会信徒。信仰については「個人的なこと」として語ることは殆どない。妻のルドコフスカヤによると複数の聖堂に多額の寄付も行っている。

## 引退後の動向
2004年頃からホテルチェーン経営に興味を持っており2008年9月には観光ビジネスの学位を取得したが、元義父の実業家と共同で進めていたホテルプロジェクトは離婚によって破談となった。
2012年現在は引退後は指導者の道を歩みたいと述べ、ミーシン不在時に後輩たちの指導をするなどアシスタントコーチとしての活動も開始。またフィギュアスケート環境の整備にも関心を抱いており、サンクトペテルブルクに学校教育機能と寄宿舎を備えたスポーツ学校を設立することを長年の夢としている。2008年末にはアルメニア共和国の首都エレバンに現地の国家予算から3割の資金援助を受け運営される私立のフィギュアスケートアカデミーを開設することを発表していたが、これは復帰への集中のためしばらく延期されていた。
2017年に引退を表明後、モスクワ市内にスケート学校「エンジェルズ・オブ・プルシェンコ」を設立、開校。自ら運営やコーチとして選手育成に携わっている。学校では才能や将来性を認めた若者は無料で受け入れ、さまざまな障害のある子供の受け入れも行っている。プルシェンコ自身の信条により、選手の心を大切にする指導、練習環境作りに力を入れている。

## 政治活動
2007年3月にサンクトペテルブルク立法議会選挙に中道左派の第四党公正ロシア・祖国・年金・生活党から立候補し当選。7月には2014年冬季オリンピックのソチへの招致運動にも積極的に参加し開催地決定に貢献したが、競技続行にあたって議員活動が妨げになるとして議会へは殆ど出席しておらず「議会に出ない議員、商業活動をする議員のうちの一人」として党内外から批判の声もあがっていた。
バンクーバー五輪後には「私は議員を辞め政治からは離れスポーツに専念した方がいいと思う」 とも述べ、任期終了を待たず早期に辞任することも噂されていた。2010年12月にはソチ五輪が終わった後ならば下院選に出馬する可能性も否定しないが今の目標はソチ五輪だと発言している。
2011年12月2日、4日に行われるロシア下院選を前に公正ロシア党と政治からの離脱を正式に表明。スポーツに専念しいかなる政党にも参加しないと述べた。また、同日2011年12月2日のTwitterに「今日私は党を去りました。私はプーチンにのみ投票します」「彼によって、2014年に開催されるオリンピックを含め、アスリートにとってすべての条件が大幅に改善しました」と投稿した。

## ロシア・ウクライナ戦争開戦後の動向
2022年2月24日にロシア・ウクライナ戦争が開戦。同日の午前11時ごろ、妻のルドコフスカヤはInstagramに英語で「子供たちには平和な空が必要だ」「父はウクライナのチェルカッスィー出身、祖父はリヴィウ出身。他にも親戚や友人が沢山いる」「我々の国の紛争に平和的解決策がもたらされると信じる。それ以外の道はあり得ない」などと投稿した。しかし国内からの非難、家族への脅迫、スケート学校の窓を割られるなどの嫌がらせが殺到。まもなく投稿は削除された。
また、プルシェンコも、ISUが国際競技へのロシアの参加停止を決定したことを受けInstagramに投稿。「これは差別であり、アスリートの権利に対する露骨な侵害である」「スポーツと政治を混同してはならない。アスリートを罰したり、パフォーマンスや競争する権利を奪ったりはできない」「誰もが平和を望んでおり、私も望んでいる。一刻も早く全てが終息し、交渉が実を結ぶことを切に願っている。 大統領を信じる。私は政治家ではなくアスリート。政治の違いを乗り越えてスポーツを愛することで人々を団結させる。きっと皆でできる」などと訴えた。

### 厳しい言論統制下のロシア
2022年3月4日、ロシアではそれまでよりもさらに言論統制を強化する法案が成立。ロシア人だけでなく外国人も対象で、公式見解と異なる内容を発信した場合、最大で15年の懲役や禁錮など、自由はく奪の重い刑罰を科す可能性があるとしている。

### アイスショー "UNION OF CHAMPIONS" 国内ツアー
2022年4月よりアイスショー"UNION OF CHAMPIONS"（訳:チャンピオン連盟）の国内ツアーを行った。ショーはロシア・ウクライナ戦争に伴う制裁により海外から閉ざされた選手たちを救済する目的で、15都市の自治体の招聘を受ける形で開催。
妻のルドコフスカヤが全体のプロデュースを行い、エレーナ・ラジオノワと共に司会も務めた。出演スケーターはプルシェンコと息子のアレクサンドル、国内の有名トップスケーターら、エンジェルズ・オブ・プルシェンコの生徒らなど。ルドコフスカヤがプロデュースする国民的人気歌手ジーマ・ビラーンも生の歌唱で参加した。
プルシェンコは最初の開催地トゥーラでのカメラ前取材で「私共の最初の仕事は "UNION OF CHAMPIONS" 国内ツアーを創り、アスリートたちに機会を与えることです。残念ながら彼らは全ての国際試合、国際エキシビションに出られなくなっていますので、私共から報酬を払いたい。それを実現させるための自発的なアイディアです。このショーで、アスリートたちに報酬が支払われるしくみと、国民の観客の前で滑る機会を可能にします」「今やるべきことは彼らの国内需要のしくみを作ることです」と説明。そして「自分も多くの契約を失いましたが、がっかりはしていません。私たちは働き、前進します。2008年頃から出演契約の全てがヨーロッパやアメリカ、日本で、国内で滑る機会がなかなか無かった。やっと母国の皆さんの前で滑って、ファンや子供たちを喜ばせることができます」と述べた。

### トゥーラ州政府によるトラブル
アイスショー"UNION OF CHAMPIONS"の最初の開催地トゥーラでは、招聘側のトゥーラ州政府が非公開で準備した前座イベントが行われ、国民への団結を呼びかける知事のスピーチ等があった。それを受けてアイスショーの時間となってもスケーターたちが出演を躊躇し、開始が40分遅れるトラブルが発生。また、出演スケーターがInstagramに「ショーの前に行われたイベントと一切関わりはありません」「誰も知りませんでした」と投稿し政治的なデザインの招待状の写真が添えられていた。さらに、アイスショーの中で司会のルドコフスカヤが他者の「愛国的なショー」という言葉を止め「このショーはアスリートのためにあり、政治とは別です」と念を押した出来事も物議を醸し、スキャンダルとなった。
トゥーラの会場に集まったマスコミがプルシェンコ夫妻に対し囲み取材を行い、州のスポーツ大臣も取材に応じた。取材では、州政府のイベントは非公開で準備され、ルドコフスカヤらアイスショーの運営側も伝えられていなかったこと、州政府が招待状を作成し著名人や学生ボランティアなどを招いたことなどの説明があった。ルドコフスカヤは「本来は私共だけの時間のはずだったのですが」「このショーはアスリートをサポートするのためのショーで、政治とは別でやっております」「皆さんはアスリートたちの境遇をわかっていません。制裁の関係で一切海外に出て行けなくなったのです。みんな将来のことをとても心配していますよ」「一刻も早く彼らへの制裁が解かれ海外に出て行けるよう願っています。つきましては再度言いますが、このショーは政治とは別でやります」などと述べた。
尚、他の開催地で同様のトラブルは起こっていない。

### 日本の大衆紙によるプルシェンコ関連報道
ロシア・ウクライナ戦争開戦以降、日本では東スポやデイリーをはじめとするタブロイド新聞（娯楽中心の大衆紙）からプルシェンコのニュースの発信数が急増。特に開戦から3か月間は1～2日に一本のペースで発信された。